# Più di te (dARI)
Più di te è un singolo del gruppo musicale italiano Dari, primo estratto dal loro secondo album in studio In testa.

## Descrizione
Il brano è stato presentato la prima volta ai Total Request Live On the Road 2010, e ha una sonorità che riprende le caratteristiche del primo singolo della band, Wale (tanto wale). È stato scritto da Dario Pirovano.
Il brano ha raggiunto la posizione numero 5 della classifica italiana.

## Tracce
Download digitale
1. Più di te – 3:34
2. Più di te (dB Pure Concept Club Remix) – 6:33